# حکومت (فیلم ۲۰۱۹)
حکومت یا پراشتانام (به انگلیسی: Prassthanam) یک فیلم سینمایی هندی در ژانراکشن و سیاسی محصول سال ۲۰۱۹ میلادی است.
این فیلم در تاریخ ۲۰ سپتامبر ۲۰۱۹ در هند اکران شد.

## بازیگران
- سانجی دات به عنوان بالدف پراتاپ سینگ[۶]
- جکی شروف به عنوان بدشاه
- علی فضل به عنوان ایوشمن سینگ، پسر بالدف
- مانیشا کویرالا به عنوان سوکینی پراتاپ سینگ، همسر بالدف[۷]
- چونکی پندی به عنوان دون کالی امبکارکار
- Satyajeet Dubey به عنوان راگواور سینگ
- آمیرا دستور
- ایشیتا راج شارما (نمایش ویژه در ترانه "Dil Bevda")[۸]

## خلاصه داستان فیلم
یک سیاستمدار که با یک بیوه ازدواج کرده، به مقام سیاسی والایی می‌رسد. وی در امر سیاست به پسرخوانده اش بیشتر از پسر واقعی اش بها می‌دهد و این باعث ناراحتی پسرش می‌شود . ..

## فیلمبرداری
در تاریخ ۱ ژوئن ۲۰۱۸، به مناسبت ۸۹ سالگی تولد نرگس دات مادر فقید سانجی دات، دات اعلام کرد این فیلم ساخته شده‌است. فیلمبرداری از ۶ ژوئن به مناسبت ۹۰ سالگی تولد پدر فقید سونیل دات، سونیل دات آغاز شد. بخش‌هایی از فیلم در لکهنو انجام شده‌است.

## تبلیغ و انتشار فیلم
در ۲۹ ژوئیه ۲۰۱۹، به مناسبت ۶۰ سالگی تولد سانجی دات، یک تریلر تیزر یک دقیقه ای رونمایی شد.
تریلر رسمی فیلم در ۲۹ اوت ۲۰۱۹ پخش شد.